# 米哈伊爾·庫庫什金
米哈伊爾·亚历山德罗维奇·庫庫什金（俄语：Михаил Александрович Кукушкин，羅馬化：Mikhail Alexandrovich Kukushkin，1987年12月26日—），哈萨克俄羅斯裔職業網球運動員（2006年-），截至目前最高單打排名為世界第39，目前大滿貫還未創造出佳績，不過在2010年聖彼得堡網球公開賽奪得第1座ATP單打冠軍。

## 職業生涯
庫庫什金出生在俄羅斯的伏尔加格勒，在2010年11月1日取得目前最高世界排名58位。
2009年，庫庫什金參加邁阿密大師賽，由會外賽打進會內賽，第一輪意外擊敗德國名將托米·哈斯，不過在第二輪輸給俄羅斯球手德米特里·圖爾蘇諾夫。
2010年，庫庫什金首次參加美網會內賽，第一輪則敗給瑞士名將斯坦尼斯拉斯·瓦夫林卡，之後參加台維斯盃世界組附加賽，也意外擊敗斯坦尼斯拉斯·瓦夫林卡，之後他的好狀態持續，在俄羅斯聖彼得堡網球公開賽闖入ATP決賽並奪得冠軍，決賽以6-3, 7-62直落二盤擊敗地主球手米哈伊爾·尤日尼。

## 生涯统计

### 单打

#### 冠軍 (1)
| 赛事类别                                      |
| 大滿貫賽事 (0次冠军)                          |
| ATP年終賽（大師盃）/ 世界巡迴總決賽 (0次冠军) |
| ATP大師系列賽/ 世界巡迴大師賽 1000 (0次冠军)  |
| ATP黃金國際巡迴賽 / 世界巡迴賽 500 (0次冠军)  |
| ATP國際巡迴賽 / 世界巡迴賽 250 (1次冠军)      |

| 依場地性質分類 |
| 硬地 (1)       |
| 草地 (0)       |
| 紅土 (0)       |
| 室內地毯 (0)   |

| 依室內外分類 |
| 室外 (0)     |
| 室內 (1)     |

| 次數 | 日期           | ATP男單賽事          | 場地     | 決賽對手        | 決賽比分  |
| 1.   | 2010年10月31日 | 俄羅斯聖彼得堡公開賽 | 室內硬地 | 米哈伊爾·尤日尼 | 6-3, 7-62 |

## 外部連結
- 米哈伊爾·庫庫什金（英文/西班牙文）的官方資料
- 米哈伊爾·庫庫什金的國際網球總會 職業／青少年 官方資料（英文）
- 米哈伊爾·庫庫什金的官方資料（英文）